# زیردریایی کلاس غدیر
زیردریایی کلاس غدیر (به انگلیسی: Ghadir-class submarine) یک کلاس از زیردریایی است که طول آن ۲۹ متر می‌باشد. این زیر سطحی در رده میدجت ها قرار می‌گیرد.
زیردریایی ایرانی غدیر که عرض بدنه آن حدود ۲متر و ۷۵ سانتیمتر است قابلیت شلیک اژدر حوت از دو مقر جلویی، رهاسازی انواع مین دریایی، حمل نیروهای تکاور و موشک‌های دوش پرتاب را داشته و امکانات لازم برای خروج نیروهای غواص در زیر آب برای اجرای عملیات در آن قرار داده شده‌است.
غدیر برای آب‌های خلیج فارس و دریای عمان طراحی شده‌است و داری قابلیت بالا در غوص و صعود و مانور است؛ تنها در مدت ۳۰ ثانیه از اسکله جدا شده و از این نظر توانایی بالایی در ورود به حالت عملیاتی دارد. این زیردریایی ۲۹ متری که جابجایی آن ۱۱۵ تن است قابلیت قرارگیری در بستر دریا را دارد و در این وضعیت سامانه‌های راداری توانایی ردگیری آن را ندارند.
شرایط خاص آب خلیج فارس و پدیده‌های فیزیکی بخصوص آن در طراحی این زیردریایی لحاظ شده از جمله چگالی بالای آب آن که در ابتدای ورود زیردریایی‌های روسی (کلاس کیلو) به ایران مشکلاتی را در فصول گرم سال برای آن‌ها ایجاد می‌نمود. همچنین جزر و مد آب در خلیج فارس که دو بار در روز اتفاق افتاده و تفاوت ارتفاعی معادل ۳ تا ۴ متر ایجاد می‌کند. این تغییرات ارتفاع آب، چگالی لایه‌های آب دریا را تغییر داده و در نتیجه آن هم وضعیت لایه‌های صوتی و هم وضعیت تعادل زیردریایی تحت تأثیر قرار می‌گیرد. با آگاهی از این شرایط، زیردریایی غدیر نشان داده که از کارایی بسیار بالایی برای اجرای عملیات در آب‌های جنوبی ایران برخوردار است.
خط تولید این زیردریایی در شهریور ماه ۱۳۸۵ افتتاح شده بود و هزینه تولید هر یک از آن‌ها در آن زمان ۱۷ تا ۱۸ میلیون دلار بوده‌است.

## قابلیت‌ها
قدرت جابجایی سریع نیرو، رهگیری شناورهای سطحی و زیر سطحی دشمن، قابلیت شناسایی اهداف نظامی و حمل نیروهای تکاور و مدت زمان ماندگاری مناسب در زیر آب که با ابتکارات خاص ایرانی، فراتر از حد و اندازه‌های این رده از زیرسطحی‌ها شده از جمله توانمندی‌های این زیرسطحی است.
از دیگر ویژگی‌های غدیر باید چابکی لازم برای انجام سریع مأموریت‌ها، بازه ناوبری زیر سطحی طولانی، سونار اندازه کوچک، دستگاه کنترل عمق خودکار، سامانه هدایت دستی، هیدرولیک و خودکار، قابلیت ناوبری در آب‌های کم‌عمق، طراحی بدنه برای به حداقل رساندن صدای خروجی از آن و بکارگیری از موتورهای دیزل–الکتریک کارآمد برای همین منظور را برشمرد که امکان ردگیری شدن و شناسایی آن را توسط دشمن به حداقل رسانده‌است.
سامانه نوین پرتاب اژدر نیز از قابلیتهای بسیار مهم این زیرسطحی بوده و این سامانه از دقت بالایی برای هدف‌گیری برخوردار است به‌طوری‌که این زیر دریایی علاوه بر قدرت جابجایی سریع نیروهای ویژه، رهگیری شناورهای سطحی و زیر سطحی دشمن و قابلیت شناسایی اهداف نظامی دارای قدرت غوص سریع و پنهان شدن از رادار نیز هست. در واقع غدیر قادر است از میدان شناسایی دستگاه‌های سونار (sonar-evading technology) و رادارها به نوعی بگریزد.

### پرتاب موشک سطحی
در دومین روز از رزمایش ولایت ۹۷ نیروی دریایی ارتش، زیردریایی‌های طارق و غدیر اقدام به پرتاب موشک جاسک۲ کردند. این پرتاب برای نخستین بار در ایران از عمق دریا به اهداف سطحی صورت گرفت. به گفته دریادار کاویانی در این روش مکان پرتاب و موقعیت زیردریایی کشف نمی‌شود.

## زیردریایی‌های کلاس غدیر
تعداد ۲۱ عدد از این کلاس توسط ایران تولید شده که تمامی ۲۱ عدد فعال و در حین خدمت می‌باشند.